# The Madcap Queen of Crona
The Madcap Queen of Crona est un film muet américain réalisé par Francis Ford et sorti en 1916.

## Fiche technique
- Réalisation : Francis Ford
- Scénario : Grace Cunard
- Durée : 20 minutes
- Genre : Drame
- Date de sortie :
  - États-Unis : 21 mars 1916

## Distribution
- Francis Ford
- Grace Cunard
- Jack Holt
- Neil Hardin